# Erysimum krendlii
Erysimum krendlii är en korsblommig växtart som beskrevs av Adolf Polatschek. Erysimum krendlii ingår i släktet kårlar, och familjen korsblommiga växter. Inga underarter finns listade i Catalogue of Life.